# 浜岡原子力発電所
浜岡原子力発電所（はまおかげんしりょくはつでんしょ）は、日本の静岡県御前崎市にある中部電力唯一の原子力発電所。1号機から5号機まで5つの発電設備があるが、1号機と2号機は2009年1月に運転を終了した。敷地面積は160万m2（東西1.5km、南北1km）で、PR施設である浜岡原子力館が併設されている。

## 概要
2025年7月1日時点で、所員数は2,859人（中部電力従業員735人と協力企業従業員2,124人の合計）。
敷地は東海地震の予想震源域である御前崎にある。また、活断層が直下にあるという仮説の発表や、トラブルが多発していることから、耐震性の不足が懸念されている（#地震に対する懸念、#過去の主なトラブルの節を参照）。以前は高さ10m - 15mの砂丘で高さ（斜面遡上高）8mの津波を防ぐ想定になっていたが、2011年3月11日の東北地方太平洋沖地震における福島第一原子力発電所事故の教訓から、同年3月16日に2、3年以内に地上高4m（標高、海抜12m）ほどの防波壁を作る計画が発表された。翌4月に海抜15mへの変更が決定されたが、7月22日に発表された新策定では、地上高は海抜18mへとさらに引き上げられ、完成予定も2012年12月と大幅な前倒しとなった。
2011年5月6日、内閣総理大臣の菅直人が全原子炉の運転停止を経済産業大臣の海江田万里を通じて要請。これに対して中部電力は5月9日、「現在運転中の4号機、5号機を停止する決定をした」旨を発表した。また当時、定期検査から停止したままであった3号機についても「当面運転再開を見送る」と発表した。

## 発電設備
プラント型式、格納容器型式については国際原子力機関ウェブサイト（脚注）、および『原子炉設計』(オーム社)P111などを参照した。より詳しい仕様は中部電力ウェブサイトなどを参照のこと。
|       | 原子炉形式                              | 運転開始       | 定格出力  | 現況                          |
| ----- | --------------------------------------- | -------------- | --------- | ----------------------------- |
| 1号機 | 沸騰水型軽水炉(BWR-4)Mark-1             | 1976年3月17日  | 54万kW    | 2009年1月30日運転終了し、廃炉 |
| 2号機 | 沸騰水型軽水炉(BWR-4)Mark-1             | 1978年11月29日 | 84万kW    | 2009年1月30日運転終了し、廃炉 |
| 3号機 | 沸騰水型軽水炉(BWR-5改良標準型)Mark-1改 | 1987年8月28日  | 110万kW   | 2010年11月29日から定期検査中  |
| 4号機 | 沸騰水型軽水炉(BWR-5改良標準型)Mark-1改 | 1993年9月3日   | 113.7万kW | 2011年5月14日から運転停止中   |
| 5号機 | 改良型沸騰水型軽水炉(ABWR)              | 2005年1月18日  | 138万kW   | 2011年5月14日から運転停止中   |
| 6号機 | 改良型沸騰水型軽水炉(ABWR)              | 未定           | 140万kW級 | 計画中                        |

- 1、2号機は2036年度に廃炉解体終了予定。
- 6号機は2015年度着工、「平成30年代前半（2020年前後）」運転開始の予定であったが、東日本大震災の影響で安全対策などを新たに講じる必要が発生し1年延期し2016年度着工に変更される[14][15]。変更後も引き続き2018年から2022年を目途に運転開始を目指す方針を維持したが、2012年3月発表の2012年度供給計画で、運転開始時期が削除され、結局着工に至らず先送りされる[16]。
- 6号機新設は、国が原発新設について明確な方針を示しておらず、具体的なスケジュールを示す段階ではないとして、2016年公表の2030年に向けた新たな経営指針に記載されなかった[17][18]。

### 取水方法
本発電所では、岩礁が多い海底地形上の問題から、小規模な港湾を設けて防波堤内に取水渠を設ける方式は取られなかった。各プラントごとにトンネルを掘削し、沖合いに取水塔が設けられている。なお、構内に港湾を持たないため、海上輸送の必要な物資は、専ら近隣の御前崎港を利用している。

### 取水トンネルの設計と施工
海底取水トンネルは海上に建設された取水塔と陸上の取水槽を結ぶ。1号機の工事を実施した際「トンネル全体は安定した岩盤」と判断されたが、懸念されたのは下記の3点である。
- 水深最大10m下の海底トンネルである。
- 海底部の地質状態、とりわけ弱層部の状態が不確定
- 地山と湧水の関係が不確定

このため、安全性を考慮しシールド工法の採用となったが、シールドのオーバーカットに対する危険性も議論された。シールド工法には土被りの少なさにも対応可能点や異常出水の際の作業員の救出性、トンネル復旧が容易といったメリットがあった。そしてシールド工法の中でも1980年代以降主流となっている密閉型ではなく開放型機械式シールドが採用され、圧気工法で掘削された。圧気工法は掘削部分に0.05 - 0.06MPa程度の圧気をかけてその圧力で排水効果、山留め効果、地山を脱水し改良する効果の3点の効果があることが採用の理由であった。
1号機用取水トンネル掘削に使用されたシールドマシンは熊谷組のもので、後にカッターが浜岡原子力館の屋外に展示されている。
トンネル周辺の自然条件としては『建設の機械化』に掲載された5号機の記事で次のように発表されている。
- 理論水圧：0.29MPa
  - 取水塔部海深10m
  - 土被り18m
- 海底地盤：新第三紀中新世後期から鮮新世前期の相良層で泥岩優勢な泥岩と砂岩の互層
- 弱層部：50m - 80m間隔で存在。
- 一軸圧縮強度：砂岩3N/mm2、泥岩10N/mm2程度

### 取水塔の設計と施工
なお、1号機の取水塔採用は日本の原子力発電所としても初の試みであり、当時は海外でも2,3の事例があるに過ぎなかった。
取水塔に求められる条件は次のように考えられた。
1. 計画取水量を安定して取水できる
2. 表層の温水を混入しないこと
3. 海底の堆積土砂を出来るだけ吸い込まないこと
4. 修理点検のため取水口を閉そくして内部の水を排除できること
5. 取水口の水理特性が良好で渦などの発生が無いこと
6. 波力、地震力、浮力等の外力に対して構造物として安定であること

位置は、地質調査結果から岩盤の被りが厚く岩質も良好で、破砕帯が少ないことを条件に決定された。また、取水塔の掘削沈下および海底トンネルの接続を圧気下の作業で行なおうとすれば、基礎底面の標高は水面下35mが限度であり、海底トンネルの下限となる。結局、最終案では最小被り厚さ15m、トンネル先端の中心標高-28m、トンネル延長660m（内海底部分600m）、取水塔据付位置は沖合い600m、最大水深10.75mとなった。取水塔は外径16m、内径12mの円筒で、上部は開放され灯標が立っている。海中には取水用のゲートが全周に渡り設けられており、海底の砂を吸い込まないよう下端は海底から3mの位置に、開口高さは1.6mあった。災害時の動水圧なども計算され、地震に対しては、重要度分類にてCクラス、静的水平震度はC0=0.2とされた。また、応答スペクトルによる計算も実施され、その結果はC0=0.33で検討したものと同等であった。船舶の衝突については付近に大型船航路はなく、過去の実績から500t程度の難破漁船が衝突しても大丈夫なように防舷材を取り付けされているが、「船舶そのものの衝突については、本取水塔を含めて、斯界全体の課題である」とも述べられている。

### 取水関連施設仕様
その後増設されたプラントも同じようにトンネル方式での取水となっている。5号機を例に取ると、次のような仕様である。
- 取水塔：鋼製ケーソン、外径約24m、高さ18m、側ゲート6門
- 海底取水トンネル：内径7m、延長約690m、トンネル勾配3%
- 陸部取水トンネル：内径7m、延長約34m、トンネル勾配16%
- 取水槽：幅約33m×長さ約123m×深さ約25m、角落とし室、沈砂池、スクリーン他
- 循環水路：幅約15m×長さ約124m×深さ約3.6m
- 放水ピット：幅約18m×深さ約17m×長さ約43m
- 放水路：幅約6m×深さ約5m×長さ約138m
- 放水口：幅約24m×深さ約10m×長さ約31m

## 沿革

### 地元への打診
中部電力は1957年に火力部内に原子力課を設け、社として調査研究を進めてきた。具体的には課の設立以降、日本の重電メーカーの日立製作所、東芝、三菱重工業と共同研究を実施し、技術の吸収に努めた。1966年6月には原子力推進部に格上げし、組織体制を強化した。
1963年11月、中部電力は三重県に紀勢町と南島町にまたがる芦浜地区、海山町大白池地区、長島町城の浜地区の3地点に、原子力発電所の計画を発表した。立地条件としては、3方を山で囲まれ、人口希薄、町有地の買収で済む芦浜地区が有力であったが、三重県内の全漁協が反対に回ったことで、1964年7月の芦浜地区を予定地とする旨の発表の際も賛成の紀勢町、漁民中心で反対の南島町とで対応が分かれ、紀勢町でも町長が原子力発電所計画に絡む使途不明金問題で辞任し、1967年9月、三重県知事田中覚は計画の一時的断念を表明し、中部電力は芦浜以外に立地を求めざるを得なくなった。
一方、三重県で事態が悪化しつつある中、中部電力は1967年1月には静岡県の浜岡町町長や有力者に密かに接触しており、5月31日に正式に町長に計画を説明、世間一般には同年7月5日のサンケイ新聞が1面スクープ記事を報じたことで、明るみに出た。
これに応じて浜岡町も、先進事例であった茨城県東海村に町議を派遣するなど、積極的対応を進めていった。スクープと共に計画のペースは早められ、佐倉地区での概要説明、予定地範囲内の302名の地主への説明と補償交渉が急テンポで進んでいった。補償額は16億円で地価で見ると、関西電力の事例などに比較し、数倍の破格値であった。一方、御前崎や相良周辺の漁民は、温排水による環境破壊のリスクを考慮し、1,100名での反対デモに出るなどした。第五福竜丸が近隣の焼津港を母港としていたことから、放射能への不安も他の地方の漁民より高かったと言う。静岡県内の労働組合も、オルグ活動などで現地入りして支援した。しかし、御前崎の漁協組合長が実際の環境影響の実態調査を提案し、東海大学と共同で実施した結果、適切な補償さえ行われれば、大半の漁民は満足できる内容であると判断し、姿勢は転換していった。関係する漁協は1969年に「最終見解」を受け入れ、建設に同意した。
通商産業省の電源開発調整審議会（電調審）は、1970年3月25日に1号機の建設計画を認可し、中部電力は4月20日にGE社製の沸騰水型軽水炉を採用すると発表した。原子力委員会原子炉安全専門審査会は、6月29日から11月16日までの5ヶ月で安全審査を完了した。なお、この間陸上では社会、共産両党による反対運動も展開され、オルグ、ビラ貼り、電調審への怒鳴り込みなども実施された。
中部電力は、1970年6月に現地調査事務所を設置し、気象、地質、海象、地震観測等を開始した。翌1971年4月には建設所を開設した。
2016年5月10日、立教大学共生社会研究センターは、住民組織「佐倉地区対策協議会（佐対協）」代表を務めた旧浜岡町議の自筆メモなどの関連資料を公開した。これらの資料には、中部電力が佐対協に総額約30億円もの現金を渡していたことが記されている。中部電力は東京新聞の取材に対し「地元振興の手伝いとして、協力金を支払うことがある」と述べた。

### 立地点の地形
1号機着工当時、発電所敷地160万m2の内約75%は30m前後の起伏に富んだ丘陵地帯であった。
中部電力の1号機建設当時の見解によれば、御前崎西方は西南日本外帯と呼ばれる区域に含まれ、第三紀中新世の相良層、その上に沖積層、洪積層が覆っている。相良層は砂岩と泥岩の互層であり、固結度は高いと判定された。コアボーリング調査は100本余り実施され、弾性波探査も実施された。当時の調査では相良層の岩盤は起伏に富んでいたものの、建屋基礎に問題となるような断層や破砕帯はないとされた。
なお、海岸線沿いは砂丘となっており、その高さは15m前後とされている。敷地前面の海底は100分の1程度の緩勾配であり、沖に向かって低下しているが、所々で岩礁が点在している。

#### 海象状況の調査
立地点における海象調査は1970年以降から開始されたため、1年以上経過した時点でもデータ解析中の状態であった。調査内容としては、波高観測があり、同年6月から沖合704m、950mの2地点で実施された。その結果、1年余りの観測で、沖合700m地点にて最大波高7.40m、周期8秒の波を観測している。
これらだけでは情報が不足するため、8km東方にある御前崎（御前崎港）検潮所の記録（1959年 - 1964年）が利用され、その値は下記のようになっていた。
- 最高潮位：T.P.+1.980m（チリ地震津波）
- 塑望平均満潮位：T.P+0.556m
- 平均潮位：T.P-0.126m
- 塑望平均干潮位：T.P-1.103m
- 最低潮位：T.P-2.108m（チリ地震津波）
- 海水温度：最低約10℃ - 最高約27℃[注釈 3]

#### 敷地高の検討
丘陵地帯であるため、発電所の建設に必要な敷地面積を得るためには整地工事量が大きくなり、これが経済的な面での制約条件となった。ただし、原子力発電所の建設であるため、経済性より優先して検討しなければならない要件として、潮位、波高、津波、付近河川（新野川）の洪水などが挙げられている。
検討の際、周辺の社会資本建設に当たって決定された経緯が参考となった。これは計画潮位と計画波高の和を取って求められる。中部電力が参考としたのは、遠州灘海岸堤防である。その高さは、舞阪検潮所の最高潮位がT.P.+1.98mであったことから、計画潮位T.P.+2.00mとされた。また、計画波高は伊勢湾台風時の沖波波高を参考に、3.65mと推測されたため、これらの和に余裕高0.5mを加え、次のようになった。
2.00+3.65+0.5=T.P.6.5m
同じように、新野川堤防高決定の経緯では計画洪水量260m3と計画潮位、余裕高を見越し、T.P.5.2mとなった。
また、遠州灘における津波の100年間期待値は1520年 - 1968年間の津波記録14回から計算され、3.2 - 4.4mと計算され、最大約5mと計画された。これに台風時の満潮位0.6mと余裕高さを加え、6mと見積もられた。
上記複数のケースの検討結果から、敷地高さはT.P.6m程度まで高くしておけば自然条件に対して十分安全であると考えられた。
これらの条件を加味して立地と配置が検討された。当該地点は海側から、砂丘、湿地、丘陵となっており、工事費を考えると切り取りは少ない方が良く、岩盤線が低すぎても問題であった。そのため、岩盤線の低い湿地帯は避けられ、丘陵に沿ったT.P.4 - 7mの地帯を造成することとした。まとめると、レイアウト案を検討する際、工事費としては次の要素に分解出来る。
- 整地工事費
- 法面保護工事費
- 建屋基礎工事費
- 水路関係工事費
- 循環水ポンプ工事費

これらを検討した結果当初はT.P.6.5mとされたが、その後タービン建屋1階と同じだった開閉所敷地高を13mに上げて切り取り量を減らしたため、浮いた分を全体の敷地高を下げるために回し、T.P.6mで最終決定となった。

#### 風況
立地点は東日本気候区東海型に区分され、冬期は西風が強く、風速10m以上の日が1月中24日に達した年もあるという。『電力新報』1970年11月号では西風について「年間を通して卓越」とも報告されている。なお、後年御前崎風力発電所の立地点となったように、当時から浜岡周辺の風は強風であることが指摘されている。

#### 過去の地震の検討

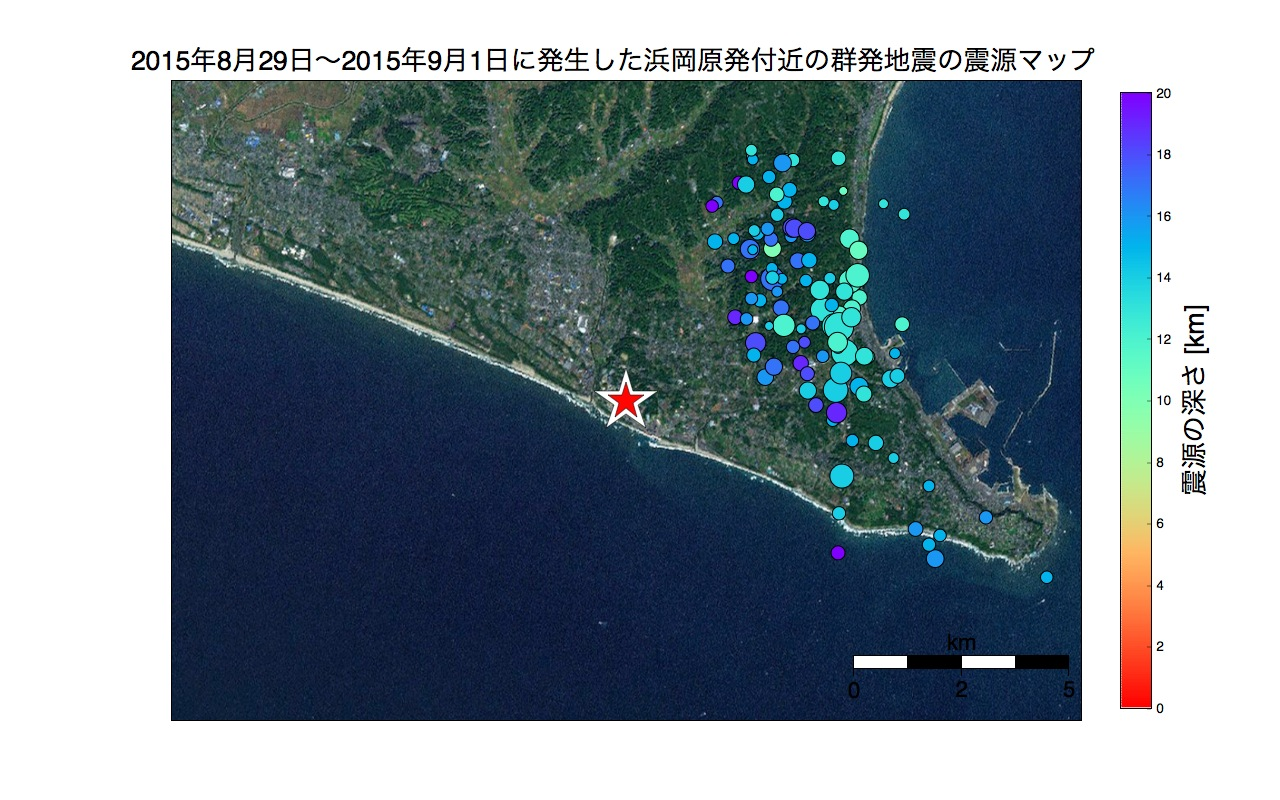
2015年8月29日 - 2015年9月1日に浜岡原発付近で発生した100回を超える群発地震の震源マップ（■赤星印が浜岡原発。震央から浜岡原発までの距離は最短2.6km）Hi-net自動震源リストデータより作成

1号機の建設以降、地震に対する想定についての疑問が呈された。3号機以降は耐震設計そのものが改められ、2000年代の見直しにより、更に厳しい想定条件に変更された。その上で、中部電力などに批判的な立場の研究者、反原発団体からは更なる疑問も提示されている。
ここでは時系列順に記述するため、1号機建設当時の地震の検討について述べ、後年の論争や想定の変更については後述することとする。
1号機建設当時、中部電力が史料調査から推定した地震の震度分布は次のような結論となった。
- 強震（震度5）以上：約80年に1度
- 烈震（震度6）以上：約250年に1度
- 激震（震度7）以上：約400年に1度

このような結果が得られ、「地震活動性については決して低位ではない」という認識は中部電力も持っていた。しかしながら、地震被害率が1%以上の地震は1 - 2回しか経験したことが無く、東南海地震でも立地点のような洪積台地、岩盤地盤では粘土質の地盤より被害が少ないと認識していた。

#### 人口の状況
1号機建設当時、原子炉建屋から最寄民家までの最短距離は700m、半径5km以内の人口は約17,000人、10km以内は約60,000人であった。なお、当時は国道150号の4車線道路は存在していなかったが、バイパスの名目で計画は既に立てられていた。

### 炉型選定
1号機を導入するに当たり、中部電力でも炉型の選定が問題となった。
中部電力副社長を務めた林政義によれば、社内でBWRとPWRを比較が行われた。技術的には同等レベルと結論し、国内では当時すでに他電力会社社もいずれかの型を採用する情勢だったが、BWRのメリットとして下記に注目したという。
- システムが単純化されている
- 運転操作が容易
- 信頼性が高い

以降、本発電所で採用された炉型はABWRを含め全て沸騰水型の系統となっている。林によれば「PWRについてもその他の炉型と同じように研究はやっております。ただ、現在はあくまで研究の段階です」と答えている。
また、容量については「当時、米国では一〇〇万キロのプラントの実績もあったんですけど、国外の実績だけではどうしようもない。そういった実績、信頼性などをあらゆる角度から検討して、五四万キロぐらいが一番いいんじゃないかということで容量を決定」したという。1号機の発注方式は東京電力が福島第一原子力発電所1号機で実施したようなGEへの一括発注を採用せず、国内メーカーとして名港火力建設以来、新鋭火力の契約実績が複数あった東芝を主契約者に選定した。

### 4号機の増設
4号機を建設した際には改良標準化計画も相当の進展を見せており、また、3号機と基本的な型が同じであったため、運用・保守関係部署の意見の反映が図られている。
- 高速炉心スプレイ系（HPCS）の非常用ディーゼル発電機の定格回転数は従来514rpmだったが、4号機では900rpm新機種を採用し設置スペースを縮小した[40]。
- 中央制御室、現場検出器などに大幅にデジタル制御システムを採用し、伝送には光多重伝送を採用した。このことでシステム構成を多重化し、自己診断機能などが付与された[40]。
- 建設費低減のため、配置計画の適正化に努め、3号機に比較して建屋体積は20%削減された[41]。
- 制御棒の長寿命化のためハフニウム制御棒を採用した[41]。
- 廃棄物の減容化を図るため復水浄化系に中空糸膜式復水ろ過装置を採用した[41]。
- 工期短縮のため格納容器大ブロック化、循環水配管工事とマット配筋工事の並進化、タービン関係工事の大型クレーン投入、打ち込み型枠採用範囲の拡大等により、ほぼ同型の仕様である3号機に比較し6か月の工期短縮（48か月[42]）を達成した[43]。

一方、後述するように運転開始後建屋コンクリートのアルカリ試験成績の偽造問題が発覚し、問題となった。

### 5号機の増設
5号機の増設申し入れの際にも、芦浜や珠洲に加え、清水石炭火力発電所計画までが、1992年（平成4年）2月に静岡県知事斉藤滋与史から反対を受け、他の立地点での発電所新設が進まない背景があった。そもそも、清水市への火力発電所設置は1989年（平成元年）に発表したもので、当時は浜岡への原子炉設置は4号機までとアナウンスされていた。しかし、清水市では市民運動による反対運動が発生し、静岡県の反対表明で計画は頓挫した。
反対表明された静岡県議会の4ヵ月後、地元に非公式に5号機の打診がなされた。中部電力幹部は「社長個人の考え」と述べたが、1992年12月に5号機計画が正式に地元申し入れされたと言う。日経産業新聞によれば、他に比較すると、本発電所での増設は容易であった。
また、中部電力は4号機までは原子炉を東芝、タービンなど発電系を日立に発注してきたが、日米貿易摩擦に伴う日米構造協議を反映し、アメリカ合衆国からの輸入を増やすため、ゼネラル・エレクトリックが受注する可能性も報じられた。なお、発表当時の総事業費は4500億円であった。結局、5号機についても日立などが受注した。

### 1号機、2号機の廃炉と6号機の新設計画

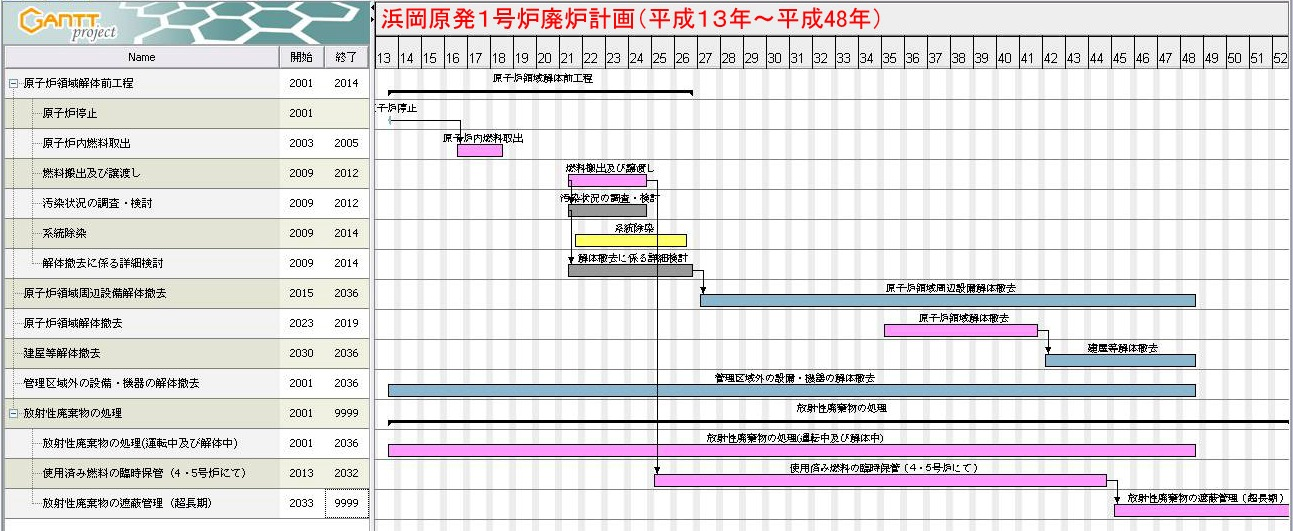
1号機廃棄計画、2号機もほぼ同じ

1号機は2001年に11月に全熱除去系配管破断に伴い原子炉を停止した。その後、2002年4月から第19回定期検査を開始した。2号機は2004年2月に第20回定期検査を開始した。その後、1、2号機共2008年3月一杯までの予定で炉心シュラウド交換工事、耐震裕度向上工事が計画された。耐震補強工事は2,3,4号機を含め数百億円の計画で2005年に着手された。
この補強工事の内容は主に冷却水関係の配管のサポート増強、排気塔は地盤を強化し、振動を吸収する大型の油圧機構を設ける内容であり、後に完了予定時期は2011年3月に延期された。
この間、2001年夏から3年後の策定を目標に国の原子力安全委員会耐震指針検討分科会にて、耐震設計指針の見直し作業が開始されていたが、確率的安全性評価の採用の是非などを巡って地震学者と工学者の意見が対立し、策定されたのは2006年であった。そのため、中部電力は指針の改定を待たず、指針策定前の2005年1月、自主的に水平地震動1000ガル（Gal）に耐える仕様とすることを決断した。結局新指針では浜岡の基準地震動は800ガルとなったが、1000ガルという数字の根拠は「従来の600ガルと言う数字の2 - 3割増と言う以上の意味しかなかった」と言う。
なお、1000ガルと言う数字目標には政治的な意味合いもあったことが指摘されている。それは先進国特有の「「何が起きてもまったく問題がない」と周辺住民が納得する水準まで引き上げねばならない」と言う事情である。また中部電力はある雑誌の取材に対して「浜岡原発差し止め訴訟の判決が10月26日にあるだけに、一審敗訴となると逆転ができなくなることもあるわけで、全電力のためにも敗けるわけにはいかないでしょう。裁判に勝つために1000ガルにも耐え得る大規模な耐震補強をしているのです」と述べている。この点は反対派側の推量とも一致している。
この計画に従って3号機以降は必要とされる部位に耐震補強工事を実施し、2008年に完了した。しかしながら、1、2号機は経済性の観点から採算が合わないとされて計画は変更となり、2008年12月、従来の継続使用に代わって6号機新設によるリプレース（取り替え）計画に変更された。
問題は1000ガルという数字の大きさにあった。1、2号機の場合800ガルまでならば、補強工事の期間、費用ともに限定的であり、採算上も実行可能であったが、1000ガルの場合、費用の桁がひとつ跳ね上がることが検討を通じて判明した。特に大きな費用を要するのが、原子炉建屋の免震構造化であり、1000ガル対応のためには必要不可欠と分かってきたのは2008年7月頃のことだった。免震化のためには建屋の横から穴を掘削して土台を構築する必要があった。中部電力独自の強度試算では、1000ガルの地震動であっても、1,2号機の主要な原子力機器には問題が生じないとの結論を得ていたが、結局、下記のような経済性比較から、リプレースを決定した。
- 1,2号機原子炉建屋補強工事：各1500億円、計約3000億円
  - 内訳：免震化等建屋補強工事計1500億円、縦揺れ対策補強工事[注釈 5]計1200億円、シュラウド交換工事計300億円
- 6号機新設コスト：約3500億円
- 1,2号機廃炉コスト：約900億円（原子力発電施設解体引当金から拠出）
- その他、ABWRを基本設計とする6号機の出力が1,2号機の合計出力にほぼ等しい点、2機→1機に統合と設備近代化によって運転員数が削減できる点などがリプレース案を有利なものとしていた。
- （参考）3-5号機補強工事費：1機当たり数10 - 100億円[55]

日本経済新聞などによれば、このようなリプレース計画の背景には運営費の面から見た経済的問題と、立地候補を失ったという2つの問題が影響を与えている。
- 中部電力は業界平均と比較し、原子力発電の比率が低位で推移しており、火力発電にて年間発電電力量の7割以上を賄わなければならず、それが業績の不安定要素として重くのしかかっており、2000年代後半の原油価格高騰の影響を受け、2008年7月、29年振りの赤字に転落した。
- 中部電力は浜岡の補強を計画していた2000年代に、珠洲原子力発電所計画と芦浜原子力発電所計画を中止しており、他に候補地が無くなった。また、両発電所の建設費が不要となったことでリプレースの資金的な折り合いはついた。

法的な強制力こそ無いものの当然のことながら、「（1000ガルと公約した）基準を引き下げることは企業として困難」という事情もあったことを日経新聞の記事は報じている。
このリプレース計画について、朝日新聞は地震発生域での建設であること踏まえ、CO2削減など環境上の要請は認めつつも、「他社の原発から調達する電力量を増やしたり、新たな立地を模索したり、といった代替策を広く検討すべきだ」などと述べた。日本経済新聞も「原発比率をさらに高めるためには、浜岡以外の立地も検討課題となる」と述べている。
2025年3月17日、中部電力は、2号機の原子炉解体作業に着手したと発表した。原子炉の解体は国内の商業用原発では初めてとなる。

## 地震対策

### 1号機建設時
1号機の設計用地震加速度は次の通りで、許可された値は若干大きなものとなっている。基本的には2号機も同様である（クラスは重要度分類）。1971年当時建設を許可されていた主要な原子力発電所8ヵ所の中で、この値は最も高く設定されている。なお、これは基盤における水平地震動であり、鉛直地震動はその1/2で定められていた。
- クラスAs相当[60]：申請400Gal、許可450Gal
- クラスA：申請300Gal、許可300Gal

また、従来の発電所では、原子炉建屋、タービン建屋、制御建屋、廃棄物処理建屋を別々の建物としていたが、本発電所では1号機から「複合型原子炉建屋方式が採用」され、均衡のとれた構造構成を目指した。具体的には、原子炉建屋、制御建屋、廃棄物処理建屋は複合型原子炉建屋として一体化された構造物となっている。地下及び1階は64m四方の正方形をしており、建屋内に厚さ1.2 - 1.5mの壁体で仕切られた二次格納施設があり、この中に原子炉がある。二次格納施設と1.3mの厚さの外壁の間の空間には、廃棄物処理施設、機器冷却系、非常用電源設備などがある。2階より上は44m×33mの二次格納施設部分のみとなっている。タービン建屋は従来通り独立している。この方式のメリットは次の通り。
- 廃棄物処理建屋部分などが、遮蔽上保有している壁体を耐震上も有効利用でき、原子炉建屋全体の剛性が向上する。
- 建屋基礎面積が増加するので、地震時の基盤負担力も軽減出来、安定度が向上する。

耐震設計については、本発電所の建設においても導入技術の消化にとどまらず、日本国内で産官学連携の形で進められ、炉心周りの耐震実験などはアメリカにデータが無かったためデータの蓄積から始めなければならなかったという。岩盤の上に基礎を厚くとる、複合建屋とすると言った着想は中部電力とメーカーとの討議の結果生まれたもので、多度津工学試験所の他、メーカーでも振動台を導入し、機器の加振試験を重ねたという。

### 3号機
3号機設計の際は、大規模地震対策特別措置法が施行され、その地震防災対策強化地域に本発電所も含まれた。当初はかつてのAs、A級をそのまま踏襲した値で申請されたが、入力地震動は1、2号機より大きくなり、次のように強化された。この大幅なアップも補正後再提出された申請書で初めて記されたものである。なお、1、2号機についても下記の加速度で再検証がなされ、問題ないとの結論が下されたが、この点に小林芳正（京都大学理学部教授）は疑問を示した。なお、最大振幅の推定については中距離地震動はいわゆる金井の経験式で、近距離については史料による墓石転倒などの被害状況から推定された。
- 最強地震S1：初申請時300Gal、再提出後450Gal
- 限界地震S2：初申請時450Gal、再提出後600Gal

3号機の建設に当たっては、格納容器型式をどうするかについても検討されたが、MarkI改良標準型とされた。これは、MarkII改良標準型などと比較し圧力容器の据付位置が8m程低く、地震動に対してより安定な構造であったためである。公開ヒアリングでは福島第二原子力発電所3,4号機と比較がなされている。また、高速度制御棒がこの機から採用された。

### 建設時の基準地震動の差
旧耐震基準時代、3号機以降が建設された際、1・2号機との基準地震動において上述のように差が生じた。このことに対して、中部電力は「プラントの強度は300Gal、450Galの地震動をちょっと超えると壊れるようなぎりぎりの設計をしているわけではなく、相当な余裕を持たせた」と説明している。また、1・2号機の建設時には地震応答解析のモデルが地盤上にばねを介して載っている物であったのが、その後実際の条件に近いモデルで評価を実施したところ、かつて見積もられた建屋の揺れが強めに評価されていたため、3号機以降で使用した基準地震動に対しても耐震性能が問題ないことを確認したと言う。
また、耐震裕度向上工事が実施される以前に、原子力発電技術機構多度津工学試験所の大型振動台にて、機器・配管類の実機試験を行って耐震性を確認したことも挙げられている。制御棒駆動機構を例に取ると、振動台の能力一杯である基準地震動S2の1.7倍の振動試験でも正常に動作することが確認されたという。
なお、地震動による応答加速は計測場所により異なり、1号機に基準地震動S1を入力した際の水平応答加速度の場合を例に取ると、下記のようになる。
- 原子炉建屋最上階：1188Gal（南北）、1125Gal（東西）
- 地表：618Gal（南北）、579Gal（東西）
- 建屋基礎（地盤面）：441Gal（南北）、458Gal（東西）

### 耐震裕度向上工事
中部電力が行ったシミュレーションによると、震源が40km離れた想定の東海地震の時、地盤の震動加速度が垂直で約300Gal、水平で約600Galであった（加振加速度は、垂直方向で1,000Gal+、水平方向で1,000から2,000Gal）。これを元に、垂直700Gal、水平1,000Galに対応するため、炉の周辺の付属物とその支持などへの工事が、2007年から2008年にかけて行われ、2009年に財団法人発電設備技術検査協会によって評価が終了した。評価は炉を含め、震動の解析と規格強度との比較である 。
工事の結果、原子炉の設計上の耐震性（最大水平加速度）は次のようになった。
- 1・2号機 450Gal [注釈 7]
- 3・4号機 建設当初600Gal[71]、補強後1000Gal
- 5号機 補強後1000Gal
タービン建屋その他の建造物、設備は重要度分類において原子炉建屋と同等の評価ではないため、この限りではない。ただし、下表のように、機能面の検討を経てB,Cクラスなどでも補強対象となった箇所がある。

| 種別                                                       | 種別      | 評価対象数   | 改造対象数              | 改造内容 | 重要度分類 における 耐震クラス |
| ---------------------------------------------------------- | --------- | ------------ | ----------------------- | --- | ------------------------------ |
| 配管ダクト周辺地盤改良工事                                 | 3 - 5号機 | 各号機 3系統 | 各号機 3系統            | 配管ダクト周辺地盤を掘削し コンクリートに置き換え                                                                          | Cクラス                        |
| 排気塔改造工事                                             | 3 - 5号機 | 各号機 1基   | 各号機 1基              | 排気塔筒身を囲むように支持鉄塔を追加で配置                                                                                 | Cクラス                        |
| 配管サポート改造工事                                       | 3号機     | 約7,000箇所  | 約200箇所               | 以下に示す設備の配管・サポート ・原子炉を停止するための設備 ・原子炉を冷やすための設備 ・原子炉を閉じ込めるための設備      | As,Aクラス                     |
| 配管サポート改造工事                                       | 4号機     | 約4,000箇所  | 約200箇所               | 以下に示す設備の配管・サポート ・原子炉を停止するための設備 ・原子炉を冷やすための設備 ・原子炉を閉じ込めるための設備      | As,Aクラス                     |
| 配管サポート改造工事                                       | 5号機     | 約6,000箇所  | 約100箇所               | 以下に示す設備の配管・サポート ・原子炉を停止するための設備 ・原子炉を冷やすための設備 ・原子炉を閉じ込めるための設備      | As,Aクラス                     |
| 配管サポート改造工事                                       | 計        | 約17,000箇所 | 約500箇所               | 評価対象全体の3%を改造 | As,Aクラス                     |
| 電路類サポート改造工事                                     | 3号機     | 約5,500箇所  | 約1,700箇所             | 以下に示す設備の機器関連の ケーブルトレイ、電線管のサポート                                                                | As,Aクラス                     |
| 電路類サポート改造工事                                     | 4号機     | 約5,500箇所  | 約1,300箇所             | 以下に示す設備の機器関連の ケーブルトレイ、電線管のサポート                                                                | As,Aクラス                     |
| 電路類サポート改造工事                                     | 5号機     | 約5,000箇所  | 約1,500箇所             | 以下に示す設備の機器関連の ケーブルトレイ、電線管のサポート                                                                | As,Aクラス                     |
| 電路類サポート改造工事                                     | 計        | 約16,000箇所 | 約4,500箇所             | 評価対象全体の30%を改造 | As,Aクラス                     |
| 燃料取替レールガイドおよび 原子炉建屋天井クレーン 改造工事 | 3号機     | 約730箇所    | 約3施設                 | ・燃料取替機レールガイド改造 ・原子炉建屋天井クレーン支持部材改造 ・余熱除去系交換機（3号機のみ）                          | Bクラス （注）                 |
| 燃料取替レールガイドおよび 原子炉建屋天井クレーン 改造工事 | 4号機     | 約700箇所    | 約2施設                 | ・燃料取替機レールガイド改造 ・原子炉建屋天井クレーン支持部材改造 ・余熱除去系交換機（3号機のみ）                          | Bクラス （注）                 |
| 燃料取替レールガイドおよび 原子炉建屋天井クレーン 改造工事 | 5号機     | 約680箇所    | 約2箇所                 | ・燃料取替機レールガイド改造 ・原子炉建屋天井クレーン支持部材改造 ・余熱除去系交換機（3号機のみ）                          | Bクラス （注）                 |
| 油タンク立替・改造工事                                     | 3 - 5号機 | 各号機 2基   | 各号機 2基              | ・軽油タンクは非常用ディーゼル発電機を 約7日間連続運転させるために 必要な容量を確保するために改造 （基礎新設、防油堤改造） | Cクラス                        |
| 取水槽ポンプ室土留壁 背後地盤改良工事                      | 3 - 4号機 | 3号機 4号機  | 3号機 2箇所 4号機 1箇所 | ・取水槽周辺の土留壁背後の 地盤を改良                                                                                      | Cクラス                        |

なお、原子炉圧力容器、原子炉格納容器に対しては耐震裕度向上工事の対象にはなっていない。その理由を中部電力は『WILL』に対して次のように説明している。耐震裕度向上工事の対象は、「耐震設計上重要な施設」に対して実施したが、これは原子力発電所の異常事態で重視される3つの能力「原子炉を止める」「原子炉を冷やす」「放射能を閉じ込める」を維持するための施設を指す。それらの中核である圧力容器、格納容器なども含め、耐震設計上重要な施設は1000Galの目標地震動に対しての耐震性が評価され、それが配管類やタンク類などについては表のような結果となっている。一方、3号機以降の各原子炉の格納容器、圧力容器については元々耐震設計重要度分類でも最高のAsクラスで造られた。目標地震動が大幅に引き上げとなった再評価の結果も十分な余裕を持っていると判断され、改造の必要がなかったため、工事は実施されなかったという。

### 新耐震基準制定後の国のバックチェック
耐震裕度向上工事は上述のように、新耐震基準の施行を待たずに着手されたものだが、その耐震基準は2006年9月に改定された。これに伴い、既存の原子力施設に対しての新基準に基づいた耐震性評価（バックチェックと称する）が原子力安全委員会耐震安全性評価特別委員会にて実施された。これに応じて3、4号機については2007年初頭に相次いで耐震安全性評価結果報告書が提出されている。本発電所に対して耐震安全性評価特別委員会は、ワーキング・グループ1（WG1）にて2008年7月30日に初会合を開いた。なお、広瀬隆は『原子炉時限爆弾』にて「変動地形学を知らない地震学者」なる表題を掲げ批判を行っているが、実際には同書刊行前の新耐震基準にてリニアメント重視の考え方から変動地形学重視への転換がなされている。本発電所においても変動地形学の観点から活断層評価が実施された。更にバックチェックにより評価するべき活断層は当初の12本から15本に増やされた。前述のようにバックチェックは3,4号機に対して実施したが、2009年8月11日に発生した駿河湾地震に伴い、追加調査が実施された。なお、東北地方太平洋沖地震が発生した2011年3月11日の午前中、偶然耐震安全性評価特別委員会が開かれていたが、本発電所については依然調査中であり中間報告の出されていない数少ない発電所の一つとなっていた。

### 中部電力側の研究・反論など
中部電力は自前の振動試験設備を活用し、1990年代に運転員が載った状態で制御室内の機器を操作出来るのかを実験したことがある。この時は振動台の上に模擬制御盤を設置し、加振の程度を数段階変えた上で下記の試験を実施している。
1. 運転員に数パターンの警報シナリオ操作を実行させる
2. 警報に伴うパソコン上に表示された指示値の内オーバーしたものの読み取り

この結果、警報シナリオにおいては警報に対する操作内容が直感的に分り難い場合には精神的負荷も相俟って誤操作を誘発する可能性があると推定された。また、指示値読み取りにおいては自動停止する程度までの地震動では問題なく操作出来たものの、基準地震動S2による制御室での応答波（水平840Gal,鉛直416Gal）の入力では9割以上の運転員が読み取りに困難を覚えた。このため、地震の際一定の加速度以上で自動停止する現行のシステムは妥当と評価された。
また、本発電所については日本建築学会の学術講演梗概集にて中部電力、中電不動産などによる地震動の解析、実際の地震記録をシミュレーションで再現する研究などが複数回発表されている。2005年には、「原子力発電所耐震設計技術指針 JEAG4601-1987」で提示されている多質点並列地盤モデルを用い、4号機のプラント全体を連成させたシミュレーション結果が提示されており、地盤定数の算出に遺伝的アルゴリズムを採用するなど、時代の進歩に応じた技法が取り入れられ、実際発電所各階で観測した最大応答加速度と良い対応を示したという。また、同誌で発表などから、中部電力がプラントや建屋、地盤をどのような質点系としてモデル化しているのかや、建屋重量など実際のプラントのスペックについても読み取ることが出来る。2008年10月には、次世代軽水炉の開発プロジェクトに協力し、構内で免震試験装置の設置工事を開始した。また、検討を試みた1、2号機ばかりではなく、ABWRプラントにおいても免震化設計の研究記事を、鹿島建設と共同で発表している。
なお、中部電力は折に触れて下記の懸念に対する反論を行っており、ウェブサイトにて一覧化されている。告発の中には原子炉建屋基礎岩盤強度確認に関わっていない会社の者が原子力発電所の設計者を名乗り「岩盤強度・核燃料の固有振動数・建屋の減衰をごまかしている」などと述べたものがあるという。
このほか、地震動の脅威についても『動力』での藍田正和が次のような反論をしている。地震動が作用した際、よく指摘される最大加速度よりも、「建物、設備の固有周期」と「固有周期周辺の波長での地震波の大きさ」との比較が重要される。原子力発電所の重要施設は剛構造のため固有周期は0.3秒程度と一般の土木建築物より短周期である。そのため、藍田によれば「長周期側で最大加速度のピークを迎える基準地震動のような地震波は耐震安全上問題とならない」旨の評価をしており、地震波を建物に入力した際の建物の揺れ方を示した応答加速度は、基準地震動や中央防災会議で想定した東海地震動の場合、長周期側では小さくなっている図を交えて説明している。

## その他の安全施策
1992年、原子力安全委員会はアクシデントマネジメント（過酷事故対応策）の整備を自主的に実施するよう奨励を開始した。これに応じて中部電力は確率論的安全評価も導入しつつ策定を図り、設備面でも次のような強化が実施され、2001年度を完成目標とした。
- ECCSが作動しない場合に消火ポンプを用いて注水する手段の整備
- 余熱除去系統の原子炉停止後の残留熱を除去する設備が作動しない場合に格納容器から排気塔を通じ圧力を逃がして熱を除去する設備の整備

## 地震に対する懸念

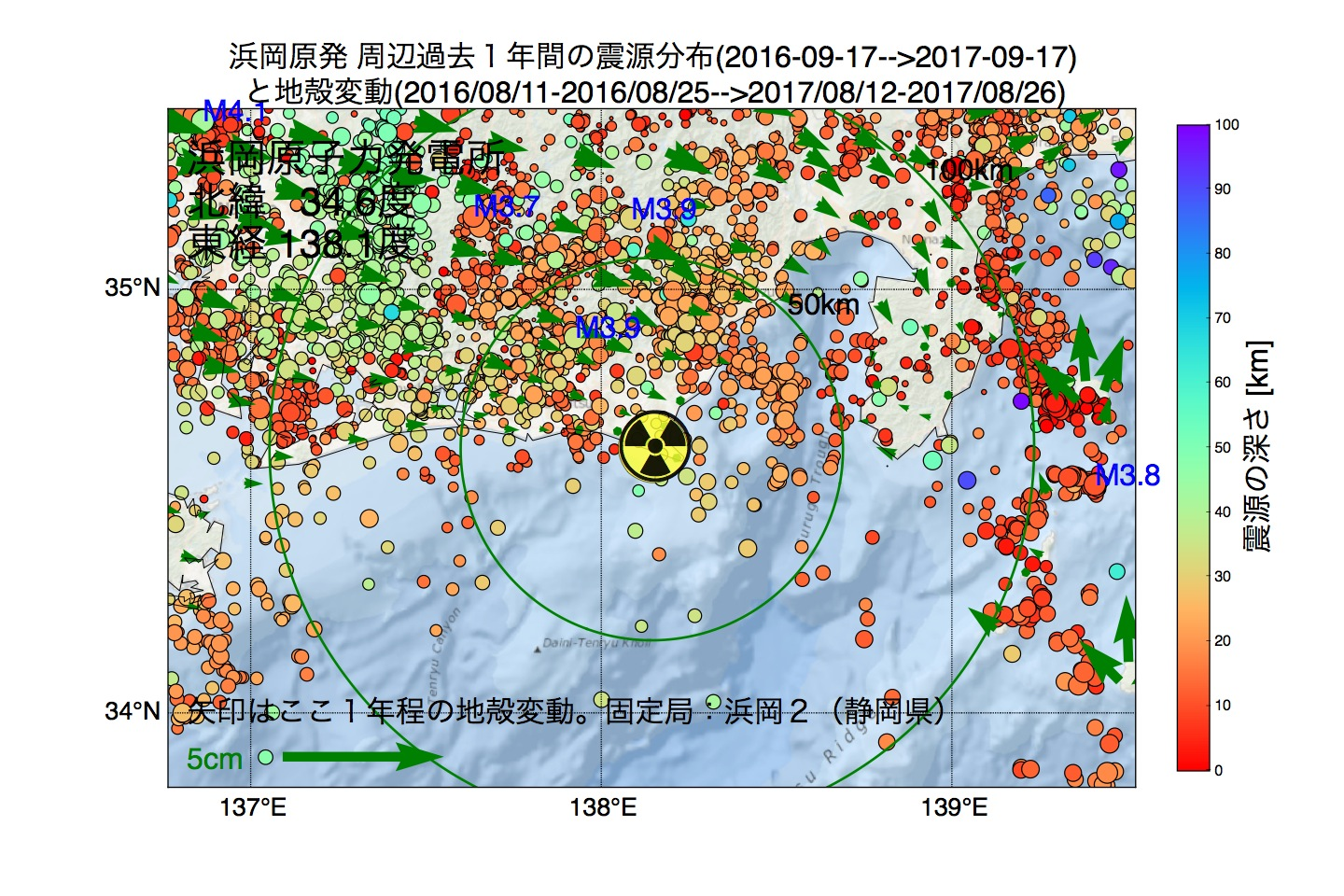
浜岡原子力発電所周辺の過去1年間の地震の震源分布と地殻変動（防災科学技術研究所 Hi-net 高感度地震観測網の地震データと国土地理院の電子基準点の位置データより作成）

### 3号機計画時の懸念
東海地震の想定や敷地内のリニアメントについて、問題として取り上げられるようになったのは、本発電所が運転を開始して間もない、大規模地震対策特別措置法施行の頃からである。同法施行直後に3号機の増設計画はまとめられ、1978年12月18日に設置変更許可申請書を提出したが、審査書類の再提出を求められて、活断層調査などの記述を大幅に追加して、1980年12月に再提出した。その際、藤井陽一郎（当時筑波大学理学部教授）などから、「中部電力は、従来の検討の不十分さを実際上は認め、部分的には新しい知識を取り入れながらも、いろいろと言いわけをした」などと、業界誌である『原子力工業』の記事でも批判されていた。この時点で、発電所敷地内に断層破砕帯が存在する点が既に憂慮の対象となっており、再提出された設置許可申請でもH断層系として一部が呼称を与えられている。このH断層系は1 - 3号機の建屋をかすめている。この件は静岡大学助教授（当時）の小村浩夫が1981年7月に発表した論文で紹介され、原発から8km以内周辺には8本の活断層が知られており、ほかに3本のリニアメント（活断層の疑いがある）があるが、そのうち2本が原発敷地内を走っている。
また、当時柏崎刈羽原子力発電所でボーリングデータ改竄が指摘されていたが、伊藤通玄（当時静岡大学教養部）も申請書を精読した結果、弾性波のデータが不自然にバラツキがなく、その疑いを表明していた。

### その後に表明された懸念
本発電所の立地条件を強調した反対運動は長らく続いているものであり、1990年代以降は、日本の反原発運動関連の書籍では必ずと言ってよいほど言及されている。比較的知られたものだけでも広瀬隆、吉井英勝、原子力資料情報室、鎌田慧、坂昇二、前田栄作ら、古長谷稔、食品と暮らしの安全基金などがある。出版活動以外にも、2002年に浜岡原発訴訟が提訴に至っている。
また、地震が直接炉に与える震動だけでなく、津波による電源喪失など周辺のシステムの不安についても、東北地方太平洋沖地震以降、国の基準の見直し議論も含め注目点となっている。指摘される懸念は詳細は各項で述べる。

#### 立地点に対する懸念

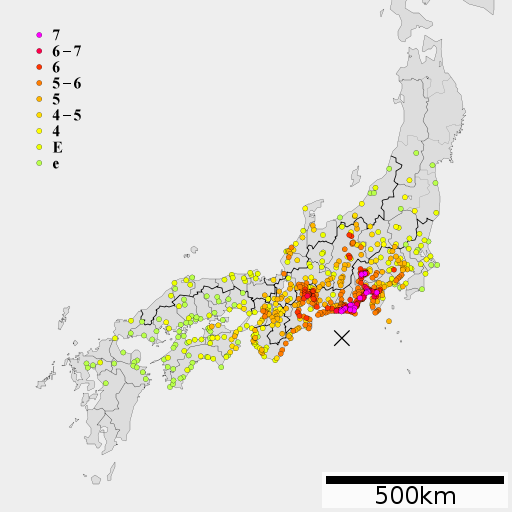
安政東海地震の震度分布、浜岡原発がある御前崎は震度7と最も危険な領域であった

浜岡原発はフィリピン海プレートの境界である駿河トラフに近接しており、東海地震の震源と予想される領域のほぼ中心にある。東海地震が単独で生じた場合、M 8、震度6、一部が震度7、総じて海岸部は震度6強から7と想定されている
。このとき発電所の岩盤に与える揺れが、ある計算で395Gal、別計算では500Galと予想されている。ただし、東海地震は1854年の安政南海地震のように東海・東南海連動地震や1707年の宝永地震のように東海・東南海・南海連動型地震となる可能性も高いと予想されており、これが生じた場合にM 9の巨大地震となるという可能性が報道された。地震学者の石橋克彦神戸大学教授は第162回国会において太平洋戦争後半世紀に渡り小康状態であった日本列島全体が地震活動期に入りつつあるとの主張を公述している。
また、浜岡原発の立地する地盤は取水トンネルの部分でも述べたように相良-掛川層群比木層 という砂と泥からできた地層であり、工学的には軟岩に分類される。この点の脆弱性を指摘する文献もある。

#### 歴史地震評価に対する懸念
産業技術総合研究所活断層研究センター研究員の藤原治と北海道大学教授の平川一臣の2007年の発表によれば、2005年から2007年にかけて浜岡原子力発電所東2km地点計8か所でボーリング調査を実施し堆積物を調査したところ、8000年以上前から100 - 200年周期で東海地震が起きていることを確認し、それと同時に、従来想定される東海地震とは別タイプの大規模地震が約4800年前、3800 - 4000年前、2400年前の計3回発生していることを確認したという。さらに、2400年前以降もう一度大規模地震が発生したとみられることから、藤原は「1000年前後に1度、より大きな地殻変動を起こす地震があることが分かった」としている。
石橋克彦も本発電所の立地する旧浜岡町で発生した安政東海地震の震度を史料から推定する過程において、同じく地震研究者の宇佐美龍夫が長年に渡り複数回発表してきた震度推定を再検討した。その結果、根拠となる一次資料に遡ると具体的根拠が乏しい旨を指摘しており、浜岡町佐倉以外の周辺地点での記録からは軒並み震度6と判定するに足る破壊の記録が残されていること、佐倉にて地層の差による優位性が見出せないことなどを明示している。

#### 設計思想に対する懸念
地震学者の茂木清夫も2004年、週刊誌に発表した記事で原子力発電所の耐震設計指針で規定された上下動の水平動に対する2分の1規定に次のような批判をしている。阪神・淡路大震災で石が飛んだという話を紹介し「石が飛ぶということは上下方向に約1000ガル以上（阪神大震災では818ガルを観測）の加速度があったことを意味し、2分の1どころか、水平方向の地震力にも匹敵する大きな振動もありうる」と想定し、1、2号機は耐えられない旨断定した。また、もんじゅやロケットの打ち上げ失敗を例に、技術立国と言う過信に依存する日本の大衆一般の思考そのものを批判している。
元東芝で原子力発電の格納容器の耐力研究をしていた後藤政志も格納容器の耐力には限界があり、2007年の新潟中越沖地震で柏崎刈羽原子力発電所に993Galの震動があったことを聞き、原子力は止めるべきだと思ったと語っている。
耐震裕度向上工事に対しても懸念は表明されている。
石橋は2005年、本発電所で1000Galへの補強工事が発表された際「どこまで丈夫にしたら大丈夫なのかということは、はっきりしているわけではございません」と公述した。また原子炉へのリスク評価として「原発震災のリスクというものをきちんと評価して、その危険度の高いものから順に段階的に縮小する。必然的に古いものが縮小されることになると思います」 と未曾有の巨大地震を前提とした耐震性へのランク付けの必要性を求めている。
また、原子炉建屋や個別の建屋が地震に耐えたとしても、プラント全体として冷温停止するための諸機能が維持されるのかという問題が『原子炉時限爆弾』などで指摘されている。

#### 地震想定の過小評価への懸念
上述した新耐震基準を反映させるためのバックチェック作業に対しても、想定地震が過小評価されていると批判する者が居る。
新潟県中越沖地震の際、柏崎刈羽原子力発電所の解放基盤面より下の地下構造について十分に調査しておらず地震後に改めて調査が行われ、2008年5月22日、原子力安全保安院にて調査結果が公表され、特有の褶曲構造が明らかとなった。原子力資料情報室は基準地震動の3.8倍の地震波の襲撃を受けたことを引合いに出し、本発電所で実施することになった同様の地下構造調査でも柏崎刈羽と類似した褶曲、速度構造が見られるとの前提に立っている。さらに、柏崎刈羽では原子炉建屋へ入力された地震波は地下岩盤内で推定された波より4 - 6割減衰した波だったが、浜岡では減衰効果は1割程度しか望めないため、地下構造調査が全て終了した場合に基準地震動が新耐震基準に基づいて算出された800Galの2倍以上に修正しなければならない可能性を指摘し「地下構造の増幅効果次第で3 - 5号機の運命も決まる」と懸念を表明している。なお、中央防災会議が想定する東海地震は2001年に見直され、アスペリティーの概念を導入、規模を拡大した（最大395Gal）が、原子力資料情報室はこれについても
- 本発電所直下にアスペリティーを想定していない
- 安政東海地震を最大の歴史地震と想定している
- プレート境界面の深さを20kmと深く見積もっている

といった点を指摘し、地震動過小評価の元となっていると批判した。

#### 津波に対する懸念
中部電力は津浪が斜面を駆け上がった過去の痕跡が最高海抜6mなことから、余裕を入れて斜面遡上の最高が海抜8mと見ている。
しかし石橋克彦は連動型の巨大地震となった場合、神奈川県相模湾から三重県の尾鷲付近まで2004年のインド洋大津波で見られたような巨大津波が発生する可能性を指摘している。
また、2009年、文部科学省の研究により、東海・東南海・南海地震の3つの地震が生じた場合、同時発生の時、沿岸の海上波高がすでに3 - 6mであり、また数分から数十分の時間差を置いて連動発生し、かつ最高となる時、御前崎付近（浜岡原発付近）などいくつかの狭い範囲では沿岸の海上波高が2倍以上となり、11mに達することがあるというシミュレーションが公表された。
また、発電所は砂丘と山で囲まれており、ほとんどが海抜12m以上、一部10mであるが、敷地高は前述のように6m、5号機敷地でも8mである。
また、広瀬隆は『原子炉時限爆弾』の中で、取水トンネル周辺地盤に対する脆弱性を取り上げ、トンネル破壊の可能性を指摘した。また、津波により漂着物や船舶が取水塔に衝突、もしくは溜流した場合についても懸念を示している。取水した水は大型の取水槽に導かれるため、直ちに冷却不能になることは無いが、広瀬隆は水槽自体も破損の可能性がある旨取り上げている。なお、吉井英勝が冷却水問題で質問したのち、中部電力は各取水槽間の水を融通することにも使用可能な連結管路を追加工事で確保したという。いずれにせよこうした事態が発生することによっても、プラントの各建屋が健全であっても冷却不能に至る事態が広瀬などにより指摘されている。

#### 急性放射線障害・放射性物質拡散に対する懸念
本発電所の運転に危機感を抱く者は地震発生時、国際原子力事象評価尺度でレベル7相当、チェルノブイリ原子力発電所事故クラスと同等以上の事故が起こる場合を想定している。つまり、未曾有の本震により原子炉格納容器やその内側の原子炉圧力容器が破壊され、内部の放射性物質が相当量放出され、多数の国民が生命に危険なレベルで被曝し、放射線障害の発症に至る状態である。本発電所をモデルとした原発震災に言及している、上述の書籍では概ね取り上げられている。
放射性物質が拡散された場合、風況の面からは浜岡原発の風下が首都圏・関東地方全域にあたり、一方で中京地帯にも近く、南西の風が吹くことも多い。関西地方も風の状況によっては例外ではないとされる。ここで放射性微粒子が放出されると、首都圏を中心に膨大な人口が居住する域が避難区域となり、水源の汚染などによって居住不可能になるとされる。事前に入念な防災計画を定めても、被災者への自由な救出活動などは期待出来ず、計画すること自体無駄な状況となる。
また、これらに風評被害など含める場合もある。

## 実際の地震への対応

### 兵庫県南部地震と5号機の計画
兵庫県南部地震発生後に設置申請された5号機では、総理府内に設置された地震調査委員会にて、糸魚川静岡構造線活断層系などから発生する地震規模について従来より辛い見解が提出されたが、3、4号機で用いた基準地震動は妥当であると結論した。

### 駿河湾地震（2009年）
2009年8月11日午前5時07分（JST）頃、駿河湾沖を震源とする地震が発生した。この際、5号機原子炉建屋に設置されている地震計で最大426Galの揺れを観測した（1・2号機は109Gal、3号機は147Gal、4号機は163Gal）。これらは原子炉が自動停止する120Galを超えていたため、運転中であった4号機及び5号機については、原子炉が自動スクラム（緊急停止）することとなった。放射能漏れや火災等は発生しなかった。
この地震で5号機で大きな揺れを観測した原因として、5号機地下に揺れを増幅するような構造（類似の問題は柏崎刈羽原子力発電所1号機などでも指摘されている）がある可能性が指摘されており、中部電力は下記の対応策を発表した。
- 地下構造の追加調査（弾性波探査、地盤のボーリング調査等）
- 地震計を6箇所新設

### 東北地方太平洋沖地震および静岡県東部地震（2011年3月）
2011年3月11日の東北地方太平洋沖地震（東日本大震災）時は、御前崎市で震度3、本発電所での揺れも10 - 13Galであり、それほど問題となるレベルではなかったが、福島第一原子力発電所事故発生により、東海地震の予想震源域にある本発電所に対しても安全に対する懸念の高まりや追加の安全策に迫られるなど地震や津波災害発生時における安全性が問われている。なお、本発電所が直接の影響を受けたのは、東日本大震災の4日後の3月15日に発生した静岡県東部を震源とする地震であるが、この時は緊急停止せず運転を継続していた。

#### 6号機計画
発災時点で6号機は環境影響評価の手続きに入る直前の状態であったが、静岡県原子力安全対策課は「前提が崩れた」と朝日新聞の取材に回答し、中部電力首脳も「今回の知見を6号機に生かす」とコメントした。

#### 発電所全体の災害対策
地震後非常用ディーゼル発電機について取り上げられる機会が増えた。この件で、静岡県の危機管理監が視察した際の説明では、型式の違いから、非常用発電機は福島第一のようなタービン建屋内ではなく、水密扉等で遮蔽された原子炉建屋内にある点が説明された。
中部電力は2011年3月15日、次いで23日付で東北地方太平洋沖地震を教訓とした対応策を発表した。内容は津波対策および全交流電源喪失（Station blackout）対策であり、12m以上の防護壁を地上に設けること、ポンプへ防水壁を設けること、非常用発電設備をより高い位置に移設すること、非常用バッテリーへの電源車の確保などであった。また、資料では、場所の違いから福島第一と想定地震などの環境が異なる点も指摘した。所要事業費は300億円とされる。
3月30日、東北地方太平洋沖地震を受けて、経産省は電力各社に対して津波に対しての緊急安全対策をまとめて提出するように求めている。内容は、津波による各種の機能喪失に対して、「炉心損傷や使用済燃料破損の発生を防止し、放射性物質の放出を抑制しつつ原子炉施設の冷却機能の回復を図る」ものである。
4月6日、中部電力はより詳しい資料となる「東北地方太平洋沖地震を踏まえた 浜岡原子力発電所の対応について」を、静岡県が福島第一原発の事故を受けて臨時開催した「静岡県防災・原子力学術会議」において配布した。内容は、災害対策においては、前述の3月23日発表の対応策と3月30日の原子力安全・保安院の指示（資料の18ページ）の範囲である。
このときこの対策と共に、更に取水ポンプに砂が流入しても大丈夫であるなどと説明がなされたが、「砂丘が津波に耐えられるか検証が必要「想定外の事故に中電はどう対応するのか」などと厳しい意見が相次いだ。
4月12日、建屋上の非常用ディーゼル発電機の設置を完了した。
4月13日、中部電力は従来の想定波高さは8mとの見解は維持したが、周辺住民の不安解消のため、防波壁を12m以上から15m以上に引き上げると発表した。
なお、廃炉となった1、2号機には計1165体の使用済み核燃料が保管されており、1、2号機には耐震裕度向上工事は実施されなかったので、1000Galの水平地震動や、2006年改訂された新耐震指針に沿った800Galの基準地震動への対応工事は実施されていない。使用済み燃料棒保管プールの冷却機能が停止した場合の試験は中電により実施済みであり、通常の30℃から55℃への上昇でストップしたが、水漏れで燃料が露出する事態は想定していない。京都大原子炉実験所の小出裕章助教は3号機以降と同様の補強工事の必要性を述べている。
後述する運転停止後発行された週刊東洋経済でのインタビューにおいて川勝は、中部電力が震災後に打ち出した津波対策を不十分と評し、その根拠として発電所を挟みこむように流れている新野川、筬川を津波が俎上した場合、防波壁の内懐に砂が流れ込み、建屋の通用口が損傷する可能性などを指摘し、更なる津波対策の強化を提言している。一方、中部電力はウェブサイトにて敷地東西の地盤が10mを超える事とシミュレーション結果を根拠にこの可能性を否定している。また、反原発団体の中には、本発電所再稼動に繋がるものとして、防波壁の建設に反対している者達がいる。

#### 定期検査中の3号機の取扱い
一方、2010年10月からり定期検査に入っている3号機の運転再開について、中部電力は当初4月を予定し、震災により7月に延期していたが、静岡県の川勝平太知事は「新たな津波対策は不十分。7月の再稼働は客観的な情勢からみて非常に難しい」と述べた。なお、中部電力は3号機を停止して代替電力を火力で賄った場合、毎月60億円の経費負担が生じると発表している。
5月2日午前の参院予算委員会で、共産党議員の大門実紀史は、全国の原発が想定している津波と耐震強度を提示し、「10メートル以上の津波と、阪神大震災レベルの地震に耐えられるものは一つもない。想定値を抜本的に見直すべきだ」と述べ、経済産業大臣の海江田万里は「早急に見直したい」と明言した。さらに、大門が本発電所の運転再開を許可してもよいのかと質問すると、首相の菅直人は、「地震の影響を受けやすい場所に立地しているとの指摘を受けている。地元の意見もいろいろ出されており、政府としても、国民に安心してもらえるか、しっかり見極めて判断しなければならない」と、2011年7月に計画されていた運転再開について慎重に判断する姿勢を示した。

#### 発電所の運転停止へ
経済産業大臣の海江田は5日には本発電所を視察し、知事と御前崎市長石原茂雄とも会談したが、3者共従来のスタンスを崩すことは無かった。中部電力社長の水野明久は「国の評価が出てすぐに運転再開ができるとは考えていない。地元にしっかり説明し、地元から（再開について）大丈夫と言われて前に進める」と述べた。
5月6日午後7時、政府は中部電力に対し、安全確保の見通しが立つまで停止中の3号機に加えて4、5号機の運転停止を求める要請を行う旨、テレビ会見で表明するとともに海江田経済産業大臣名で要請文を発表した。これは、法規的根拠のある要請ではないが、社長の水野明久は同時刻に行われた海江田経産相からの電話要請に対して返答を保留した。電力供給自体は当発電所なしでも賄えるとされているが、余裕が大幅に減少することから、万が一他のトラブル等でさらに電力供給が落ち込んで、さらに他社からの電力融通も受けられなかった場合、中部経済の混乱が懸念されている。これらは全て仮定の条件であるが、すでに「中部製造業にトリプルパンチ」との記事もある。
一方、地元を代表する製造業であるスズキ会長兼社長の鈴木修は「国の最高決定権者として正しかったのではないか。自分がもしそういう立場だったら、同じようなことをしたと思う」と首相の決定を支持している。また愛知県や岐阜県に航空機部品などの生産工場がある川崎重工業会長である大橋忠晴・神戸商工会議所会頭も、「一国の首相として、当然だと思う」と支持する考えを示した。
共産党の市田忠義書記局長は「世論に押されて停止したのは一歩前進だ。全国的な原発の廃炉を目指して国民運動を起こしていきたい」、社民党党首の福島瑞穂も「首相の決断を歓迎する。『脱原発』の未来を切り開く大きな一歩となるはずだ」、自民党衆院議員の河野太郎も「残りの原発に関してもきちんとしたストレステストをすべきだ」と、それぞれ菅首相の要請を評価した。民主党国民運動委員長の渡辺周は「いったん停止して安全確認をするのが地元のコンセンサスだ」と評価したが、「地元自治体は原発関連の補助金に財源を頼っており、財政的な配慮が必要だ」とも指摘した。
自民党政調会長の石破茂は「政府の判断は重く受け止める必要があるが、どういう理由で判断に至ったのかを政府は説明する責任がある」と指摘。公明党代表の山口那津男も「中部電力や静岡県などに根回しした形跡は見受けられず、唐突さがぬぐえない。将来のエネルギー政策の展望を示さず、国民の協力で乗り越えられるというのでは不安だけが残る」と述べ、首相の対応を批判した。
5月8日、中部電力は本発電所を停止した場合の火力発電燃料を調達するため、カタールと接触した。また、関西電力はLNGの融通の検討を始めた。
5月9日、中部電力は運転中の4、5号機を停止することを決定。4、5号機については、準備が整い次第速やかに停止し、停止中の3号機についても、当面運転再開を見送ることと発表した。今後、津波に対する安全性を一層高めるため、防波壁の設置などの対策を速やかに実施し、早期の運転再開を目指すこととしている。
5月13日、中部電力は4号機を停止。
5月14日、中部電力は5号機を停止。これにより、本発電所の全ての原子炉が停止した。但し停止作業中に原子炉冷却水に海水400トンが混入してしまったため塩水除去作業が必要になり、また混入した海水中のヒ素が放射化され、ヒ素76を排気ダクトにて検出するトラブルを起こした。
民主党の岡田克也幹事長は大村秀章愛知県知事から停止に伴う代替火力の費用負担を求められた際、「中電のリストラでやってほしい」などと否定的な見解を示した。

## 過去の主なトラブル
- 1991年4月4日 - 3号機 原子炉給水量が低下、自動停止、国際原子力事象評価尺度（INES）レベル2。
- 2001年11月7日 - 1号機 配管破断事故
- 2001年11月9日 - 1号機 原子炉水漏洩事故
- 2002年 - 自主点検の書類に16箇所の記入ミス、ひび割れの兆候を見つけるも県へ報告せず
- 2002年5月24日 - 2号機 点検用水抜き配管水漏れ
- 2004年2月21日 - 2号機 タービン建屋屋上にて火災
- 2004年8月 - 4号機 骨材データ偽造問題（別項で詳述）
- 2005年11月4日 - 1号機 配管水漏れ事故
- 2005年11月16日 - 3号機 屋外配管の腐食による蒸気漏れ
- 2005年11月16日 - 1号機 燃料プールに異物混入
- 2006年6月 - 5号機タービン羽根破損
- 2007年3月 - 不正行為やミスが計14件あったことを中部電力が発表など
- 2009年4月13日 - 3-5号機のデータ改竄問題で、542個所の溶接後の熱処理を行ったうち5号機の94個所の作業を実際に改竄した作業員が担当していたことが判明し、県に報告するとともに早急に安全性を確認することとしている。
- 2009年8月11日 - 駿河湾地震の発生に伴い、4号機と5号機が緊急停止（放射能漏れは無し）
- 2009年8月19日 - 8月11日の地震で点検停止中の5号機排気筒排出ガスからごく微量のヨウ素131を検出。モニタリングポストに変化はなく、外部への放射能の影響はなし[154]。
- 2009年12月 - 3号機で放射性廃液が漏れる事故があり、作業員34人が被曝したことが分かった。[155]
- 2011年5月14日 - 国の申出により浜岡原子力発電所5号機停止作業中において、復水器に海水が混入するトラブル[156]。
- 2011年5月 - 上記トラブルの影響で、海水中のヒ素が放射化、ヒ素76を検出[157]。

### 骨材試験の虚偽報告事件
4号機の建設時に使用されたアルカリ骨材反応試験にて不正行為が行われていたことが、2004年7月27日、当事者が原子力安全・保安院に申告したことにより明らかとなった。内部告発を行った者は『安倍川開発』の社員であったが、生コンプラントに骨材を納入していた『小笠開発』（『太平洋セメント』の子会社）に出向し、製造管理部門に勤務しており、『小笠開発』社長との共謀であった。告発者は4号機の建設が完了した後に発生した阪神・淡路大震災を光景を見て「自分のやってきたことに心が苦しんでいた」「安全性が問われる原発でも不正が行われていることだけはどうしても多くの人に知らせなくてはならないと決断した」とJanJanでのインタビュー記事で答えている。
不正の内容は当初は試験成績書の改ざんであり、動機は中部電力が「良質な骨材」と広報していたため、納入業者として不良品が発生しても引っ込みがつかなくなったことである。提出書類のチェックが厳しくなった後は、試験サンプルのすり替えを行うようになったという。なお、この事件を取り上げた研究者は、一般的にコンクリートのアルカリ骨材反応は建設後15 - 20年経過してひび割れの形で顕在化する点も言及している。この問題により、保安院は8月3日、中部電力に事実関係を確認するよう指示し、調査結果は10月12日に提出された。2004年10月14日には、日本共産党衆議院議員吉井英勝が本会議で取り上げた。また、保安院が10月14・15日に実施した現地調査では1 - 5号機のコンクリート構造物全てで有害なひび割れは認められないとの評価が出された。
10月18日に開かれた原子力安全委員会でもこの件は取り上げられ、発電所の全ての原子炉について再調査した結果が報告された。それによれば、1 - 3号機の建設時はアルカリ骨材反応試験義務自体が存在しなかったこと、現状ひび割れが生じていなくても将来にわたりひび割れが生じない保証にはならないことなどが報告された。12月10日、保安院は中部電力の回答に対する審査結果を発表し、中部電力の再発防止策を妥当と評価、新たなコア抜き取りによる詳細試験の実施を指示した。
この事件の問題点として内部告発は自己犠牲を必要とし（今回のように事実であれば）歓迎すべきこととは言え、その実行時期が遅すぎたこと、中部電力が当初実施した事実確認では新たなコア抜きは無く、外観検査と施工関係書類上からのアルカリ量計算にとどまっており、初動が鈍かったことなどが技術者倫理の研究者から指摘されている。

## プルサーマル計画
- 4号機で2010年までにプルサーマルを実施する予定であったが、2010年12月6日、中部電力は延期[162]と発表した。

## 浜岡原子力館

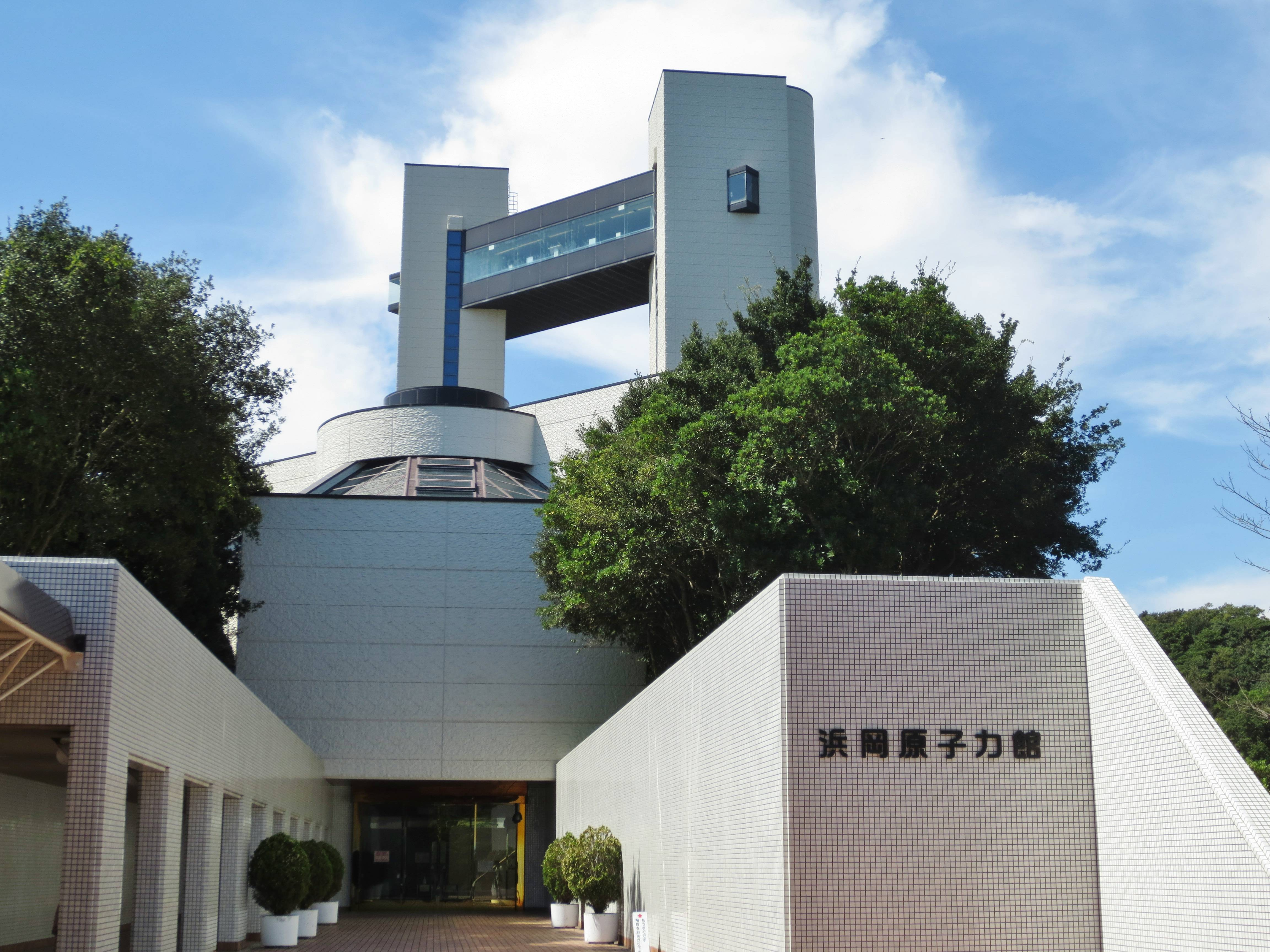
浜岡原子力館

浜岡原子力発電所の敷地内にある施設で、原子力発電の仕組みや施設の詳細などを展示している。施設内は大きくA - Gの7つに分けられている。また、子供も楽しみながら原子力発電について学べるよう、プレイランドも設置されている。オムニマックスシアターを含め、入館料は無料。第3月曜日休館。

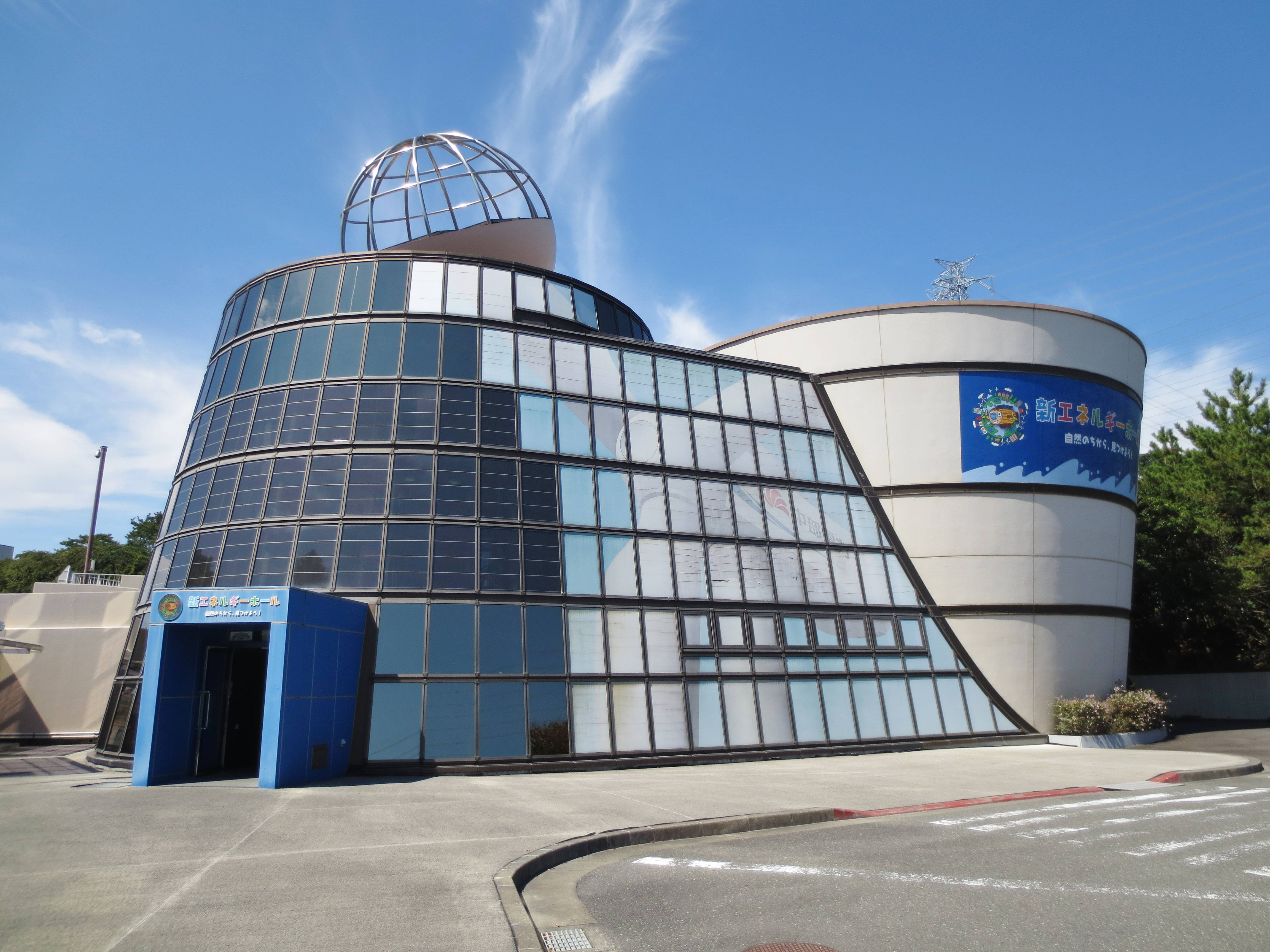
新エネルギーホール
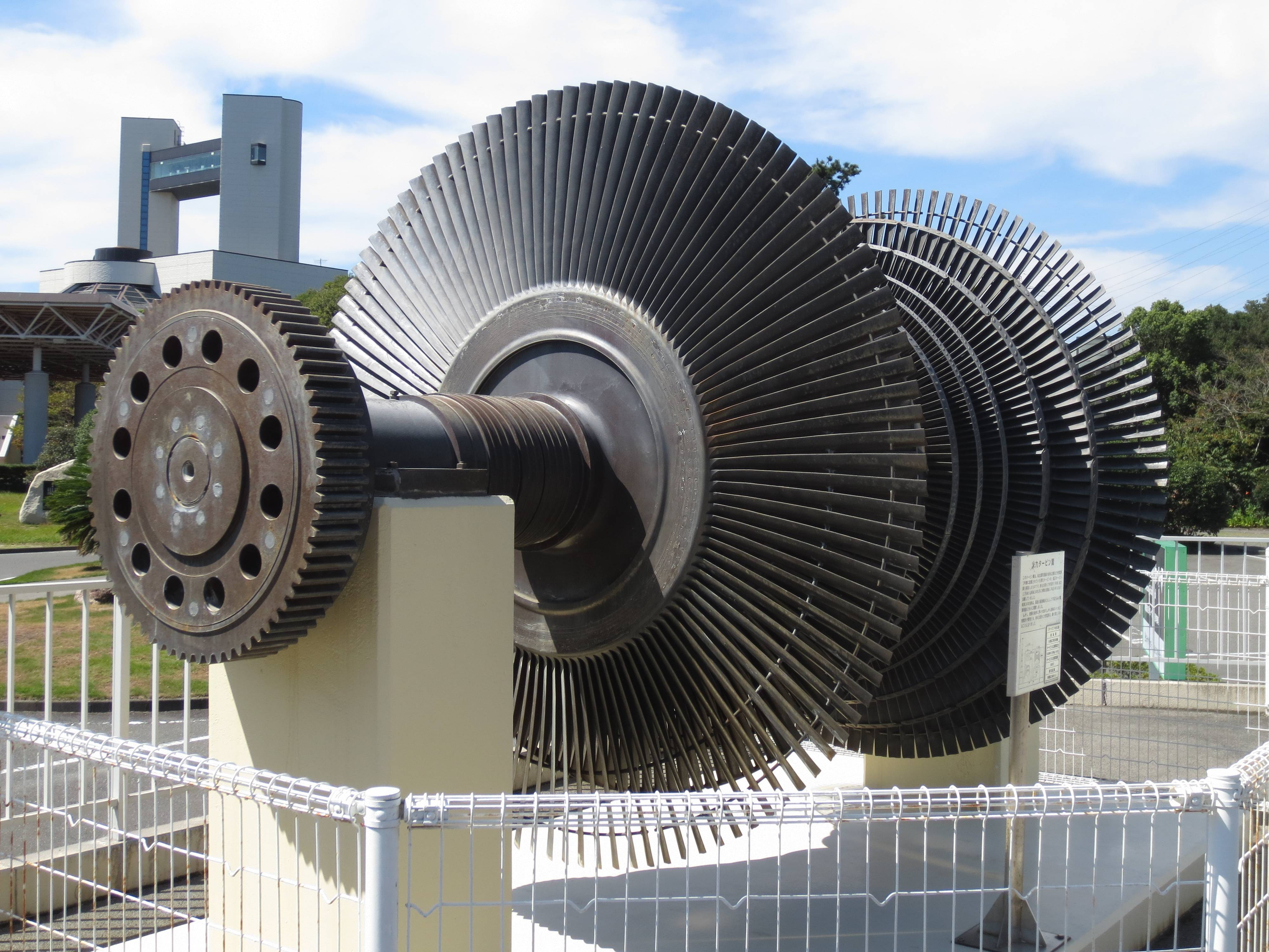
屋外展示中の蒸気タービン
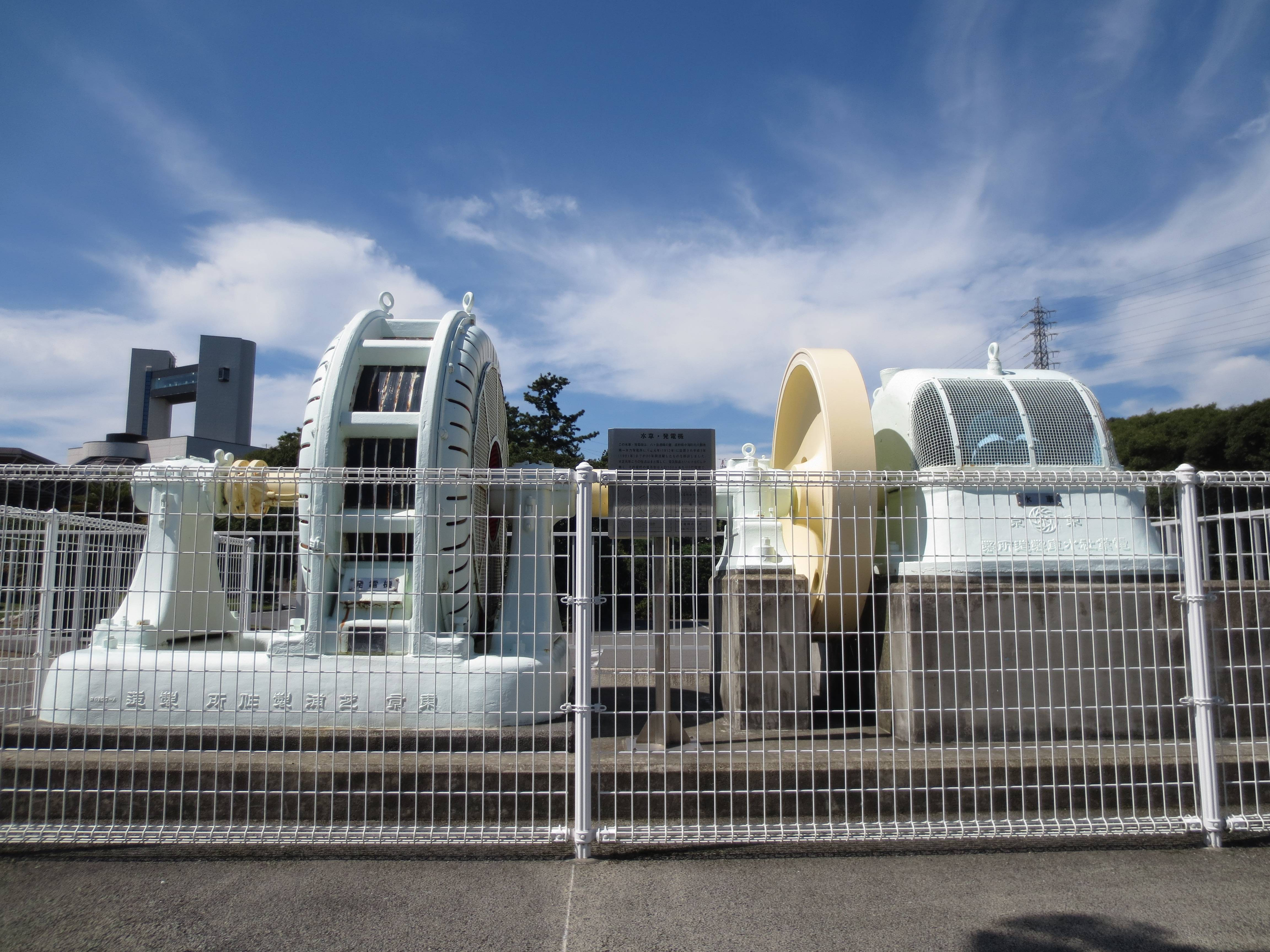
屋外展示中の水車発電機

## 世論
前述のとおり、2011年3月11日の福島第一原子力発電所事故を受けた5月の政府による運転停止要請については、原発による立地自治体への経済的恩恵が減ったり、地域の製造業へ影響が出たりといった地域経済への影響を危惧する声もあった。一方でスズキや川崎重工業の経営者は、安全性を優先することを支持している。
日本の他の原発と同様、計画段階から現在まで地元では反対運動が存在する。
福島第一原子力発電所事故から、日本全体で原発の安全性に関する議論が高まり、2011年7月と11月にはそれぞれ5000人、4000人規模の浜岡原発の永久停止、廃炉を求める集会が行われた。藤枝市の市民団体、なくそう浜岡原発・命とふるさとを守る藤枝市民の会は、藤枝市議会と静岡県議会に永久停止と廃炉を求める陳情書を提出した。また、2012年2月8日には浜岡原発廃炉・日本から原発をなくす静岡県連絡会という市民団体が発足した。
また、東京都と大阪市で原発の是非を住民投票で決める条例の制定を目指す、みんなで決めよう「原発」国民投票の静岡支部である、原発県民投票静岡は、浜岡原発の再稼働の是非を問う住民投票条例の制定を直接請求するため署名活動を行うことを2012年2月8日に発表した。5月13日から7月11日の期間署名を集める予定。

## 登場作品
東宝が製作した1984年の怪獣映画『ゴジラ』の作中において、ゴジラに破壊される「井浜原子力発電所」は、映画制作当時（1980年代中期）の浜岡原子力発電所がモデルとされており、1号機と2号機の建屋に加え、当時はまだ建設中だった3号機をほぼそのまま再現した、現地取材に基づく精密なミニチュアセットが製作されている。
実際の敷地内および敷地周辺での撮影は行われておらず、作中に登場する制御室はスタジオ内に設営されたセットであり、敷地内や周辺部とされているシーンはロケーションの類似した場所で撮影されて合成などの処理がされたものである。
なお、作中にはモニタリングポストが登場するが、これは撮影用に映画スタッフによって作られたものであり、現実のものとは設置方式、外観、機能共に異なっている。